# Анис де Флавиньи
Ани́с де Флавиньи́ (фр. Les Anis de Flavigny) — традиционные французские конфеты-драже из сахара и семян аниса, которые производятся в городке Флавиньи-сюр-Озрен в Бургундии (Франция).

## История
По легенде, монахи-бенедиктинцы, основавшие в 719 году аббатство во Флавиньи, неподалёку от Алезии, где Гай Юлий Цезарь победил Версингеторикса, начали делать эти конфеты из аниса, привезённого римским путешественником Флавием.
Задокументированная история конфет берёт отсчёт с 1591 года, когда бенедиктинцы из аббатства раздавали их паломникам. В 1660 году королеве Анне Австрийской конфеты были предложены в Любероне, куда она совершила паломничество. Её сын, Людовик XIV, согласно легенде, также полюбил эти конфеты. Считается, что в 1763 году, во время  мирных переговоров с Англией после завершения Семилетней войны, французский дипломатический агент и шпион-трансвестит шевалье д’Эон вручил анисовые конфеты из Флавиньи, среди прочих подарков, королю Англии Георгу III.
После Французской революции, когда имущество католической церкви было конфисковано, аббатство Флавиньи разделило участь многих других монастырей по всей Франции: предприимчивые буржуа разбирали церкви и продавали обработанные камни для нужд строительства. Аббатство Флавиньи превратилось в «каменоломню» и практически перестало существовать. Однако восемь светских кондитеров из соседнего селения продолжили изготовление конфет по оригинальному рецепту, рассудив, что проверенные сладости будут неплохо продаваться и в новую эпоху. Сегодня конфеты Anis de Flavigny производятся кустарным способом на небольшой фабрике, которая с 1923 года принадлежит семье Труба (Troubat).
Anis de Flavigny были первыми сладостями, которые предлагались покупателям в торговых автоматах на станциях французского метро, а затем в кинотеатрах или универмагах в 1930-е годы, когда такие автоматы появились.

## Описание
Каждая конфета состоит из семени зелёного аниса, сахара и натурального ароматизатора. В качестве основного ингредиента используются семена Pimpinella anisum, вида, вероятно, происходящего из Азии. Ароматизаторы представляют собой эфирные масла и натуральные ароматизаторы, экстрагированные паром.
Для приготовления драже целые семена аниса покрываются тонкими последовательными слоями сахарного сиропа. Требуется пятнадцать дней, чтобы маленькое семечко весом в два миллиграмма превратилось в конфету весом один грамм. Рецепт передаётся и остаётся неизменным с 1591 года.
Современным покупателям предлагаются как традиционные анисовые конфеты, так и драже с различными натуральными ароматизаторами: с фиалкой, мятой, лакрицей, лимоном, розой, цветами апельсина, чёрной смородиной, имбирём, мандарином (список выпускаемых вариантов периодически обновляется и дополняется).
Директор производства, мадам Катрин Труба, рекомендует брать по два леденца, и позволить им растаять во рту, не разжёвывая.
Конфеты Anis de Flavigny традиционно продаются в коробочках, украшенных изображением  пастушка, предлагающего сладости молодой девушке.

## Награды
Директор производства, мадам Катрин Труба, пытается сохранить вековые традиции и, в то же время, модернизировать свой бизнес, сделав его конкурентоспособным в непростых условиях.
В 1988 году производство конфет было награждено голубой лентой Intersuc, среди старейших пищевых предприятий Франции. В 1992 году производители получили награду Site remarquable du goût от французских министерств сельского хозяйства, окружающей среды, культуры и туризма, как «исторически ценный французский продукт, широко известный во многих странах мира».

## Музей
В 2015 году в городке Флавиньи-сюр-Озерен был открыт музей, посвящённый истории анисового драже .
- Упаковочный цех